# Abdoul Thiam
Abdoul Thiam (Berlin, 1976. július 19. –) német labdarúgó, a Hilalspor Berlin hátvédje.

## Pályafutása
Pályafutását a helyi SV Tasmania Berlin csapatában kezdte. Utána a TSV Rudow utánpótlásába került. A profik között a Hertha BSC tartalékcsapatában mutatkozott be. Pályafutását 2001-ben a másodosztályú Eintracht Braunschweigben folytatta. 2003-ban szerződött a Rot Weiss Ahlenhez. A két csapatban összesen 73 másodosztályú meccset játszott, 2005-ben egy évre az SV Darmstadt 98 játékosa lett. 2006-ban visszatért szülővárosába, a Tennis Borussia Berlin csapatába. 2008 óta a hetedosztályú Hilalspor Berlin tagja.